# East Carondelet
East Carondelet – wieś w Stanach Zjednoczonych, w stanie Illinois, w hrabstwie St. Clair.